# Spring Brook (Wisconsin)
Spring Brook – miasto w Stanach Zjednoczonych, w stanie Wisconsin, w hrabstwie Dunn.